# Barigarh
Barigarh é uma cidade e uma nagar panchayat no distrito de Chhatarpur, no estado indiano de Madhya Pradesh.

## Demografia
Segundo o censo de 2001, Barigarh tinha uma população de 8589 habitantes. Os indivíduos do sexo masculino constituem 54% da população e os do sexo feminino 46%. Barigarh tem uma taxa de literacia de 50%, inferior à média nacional de 59,5%; com 65% para o sexo masculino e 35% para o sexo feminino. 19% da população está abaixo dos 6 anos de idade.